# The Locos
The Locos és un grup musical espanyol de ska punk. La presència de Pipi, segona veu de Ska-P, aporta un segell d'ideals revolucionaris, crítics al racisme, contrària a la política dels Estats Units i defensors de la classe obrera.

## Membres
- Pipi - vocal
- Santi - guitarrista
- Andrés (Coco) - baix
- Hatuey -bateria
- Luis Fran - trompetista
- Ken - guitarrista
- Javi - saxofonista

## Discografia[4]

### Jaula de Grillos(2006)
El seu disc Jaula de Grillos sortí a la venda a Espanya el 9 de maig del 2006, i ja a partir del juny a altres països com França, Itàlia, Xile, Mèxic, Argentina, Suïssa o Alemanya.
1. La Última Valla
2. Paletovisión
3. Prepotencia Mundial
4. Algo Mejor
5. Madre Tierra
6. Condenados
7. Buscando Lios
8. Tradiciones
9. Malo Juanito
10. Como un animal
11. Resistiré

### Energía Inagotable(2008)
Aquest àlbum sortí a la venda a Espanya el 14 d'abril a través de la discogràfica de Maldito Records i el dia 18 d'abril a Àustria, Alemanya, Suïssa, Països Baixos, Bèlgica i Luxemburg. Energía Inagotable està compost per 11 temes en els quals hi ha un equilibri entre temes més durs, directes i amb guitarres contundents, temes amb altes dosis de ska molt ràpids i altres temes més seriosos:
1. Lloviendo idiotas
2. Terror animal
3. El vendedor de gloria
4. La cuenta atrás
5. Somos más
6. Su indiferencia
7. Sol y pladrillo
8. Marchitada flor
9. Por la razón
10. En qué nos convertimos
11. Tus ilusiones

### Tiempos difíciles
En el tercer disc, el grup compta amb músics provinents de The Gambas, reivindicant així la base punk de la banda i afegint sons de violins eclèctics
1. Apunto de Explotar
2. Partido Pierda
3. Johnny dos Pistolas
4. Espacio Exterior
5. Contrato Limosna
6. No estas Sol@
7. Niños de Papa
8. Centrales de la Muerte
9. Aires de Rebelion
10. Alma de Chacal
11. Dueños del Mundo
12. Una Noticia Mas